# Hystrix javanica
Hystrix javanica är en däggdjursart som först beskrevs av F.Cuvier 1823.  Hystrix javanica ingår i släktet egentliga piggsvin och familjen jordpiggsvin. IUCN kategoriserar arten globalt som livskraftig. Inga underarter finns listade.
Piggsvinet förekommer på Java och flera mindre öar i samma region (Små Sundaöarna). Arten vistas främst i låglandet och hittas där i olika habitat.